# Kameleon uszaty
Kameleon uszaty, kameleon uszasty (Chamaeleo dilepis) – gatunek jaszczurki z rodziny kameleonowatych. 
Zamieszkuje tereny Afryki Środkowej, Wschodniej i Południowej. Dorasta do 40 cm (samice są większe od samców). Żywi się świerszczami i innymi owadami. Jest to dość płochliwy i trudny w utrzymaniu kameleon.
Gatunek jest objęty konwencją waszyngtońską  CITES (załącznik II).